# Schillerescencja
Schillerescencja – szczególny rodzaj iryzacji odznaczający się migotliwością i częstokroć tęczową grą barw, bądź objawianiem się połyskującego pasemka. Bywa obserwowana w skaleniach potasowych (adular, ortoklaz) o charakterze kamieni księżycowych.
- Efekt ten jest zależny od grubości naprzemianległych drobnych warstewek albitu lub występowania mikroskopijnych rys lub spękań naprężeniowych.
- Zjawisko uwidacznia się również w niektórych kryształach górskich, w których występują defekty w budowie wewnętrznej: pęknięcia, szczeliny, pustki, drobne dyslokacje.